# پودهرادی (ناحیه ییچین)
پودهرادی (به چکی: Podhradí) یک منطقهٔ مسکونی در جمهوری چک است که در شهرستان ییچین واقع شده‌است.